# حندود
قرية حندود، إحدى قرى محافظة صامطة جنوب منطقة جازان الواقعة جنوب غرب السعودية.

## الموقع
تقع القرية غرب مدينة صامطة، ويحدها من الشرق قرية البدوي، ومن الجروب (جازان). 